# Gribedyret
Gribedyret er en dansk animationsfilm fra 1957 instrueret af Thorkild Ramskou efter eget manuskript.

## Handling
Tegnefilm om et ornamentalt motivs arkæologiske udvikling.

## Medvirkende
- David Hohnen, Engelsk speaker
- Gunnar Nyborg Jensen, Dansk speaker